# Marcia Cross
Marcia Anne Cross (Marlborough (Massachusetts), 25 maart 1962) is een Amerikaanse actrice, die onder meer bekend is van haar rol als Dr. Kimberley Shaw Mancini in Melrose Place en als Bree in de televisieserie Desperate Housewives.
Ze is afgestudeerd aan de Juilliard School voor acteren in New York en ze heeft tevens een master in de psychologie.
Na haar studies begon ze haar carrière op de planken. Zo stond ze onder meer in The Two Gentlemen of Verona en Twelfth Night van William Shakespeare. Haar eerste televisierol kreeg ze in de Amerikaanse soap The Edge of Night. Ze verhuisde daarna naar Los Angeles, waar ze een rol kreeg in een andere soap: One Life to Live.
Beroemd werd ze enkele jaren later, dankzij haar vertolking van Dr. Kimberley Shaw in Melrose Place. Oorspronkelijk was ze slechts ingehuurd voor een gastrol van één aflevering, maar dankzij een sterke optreden werd ze al snel teruggevraagd voor die rol. Ze bleef echter gastacteur tot haar derde seizoen: toen werd ze volwaardig lid van de cast.
Na haar rol in Melrose Place vertolkte ze nog een aantal andere kleinere rollen, zoals in Boy Meets World, Ally McBeal, Spin City en  Seinfeld (als vriendin van Jerry Seinfeld, die naar haar refereerde als "Dr. Sitarides: Pimple Popper M.D.").
In 2004 kreeg ze de rol van perfectioniste Bree Van De Kamp in Desperate Housewives.

## Privéleven
Ze is de dochter van een leraar, Janet, en een personeelsmanager, Mark Cross, en heeft twee zussen, Susan en Ellen. Ze is van Engels-Ierse afkomst. Ze werd katholiek opgevoed. Als kind wilde Marcia Cross al actrice worden, maar al snel stapte ze over naar de komedie. In 1980 studeerde ze af aan de Juilliard School in New York.
Lang deden geruchten de ronde dat Marcia lesbisch zou zijn. Dit ontkende ze, maar ze heeft wel veel sympathie voor de holebi-gemeenschap.
Op 24 juni 2006 trouwde ze met Tom Mahoney, een beursmakelaar. Al snel raakte ze (via kunstmatige inseminatie) zwanger en moest daarom Desperate Housewives voor een tijdje verlaten. Op 20 februari 2007 beviel ze van een tweeling.
In 2018 maakte ze via Instagram bekend dat ze behandeld werd voor kanker en ze hierdoor haar bekende rode haren verloor.

## Nominaties en prijzen voor Desperate Housewives
- 2007 Golden Globe Award (Best Actress in a TV Series - Comedy or Musical)
- 2006 Golden Globe Award (Best Actress in a TV Series - Comedy or Musical)
- 2005 Golden Globe Award (Best Actress in a TV Series - Comedy or Musical)
- 2006 Screen Actors Guild Award (Outstanding Ensemble in a Comedy Series) (gewonnen)
- 2005 Screen Actors Guild Award (Outstanding Ensemble in a Comedy Series) (gewonnen)
- 2005 Television Critics Association Award (Individual Achievement in Comedy)
- 2005 Satellite Award (Best Actress in a Television Series - Musical or Comedy)
- 2006 Satellite Award (Best Actress in a Television Series - Musical or Comedy)(gewonnen)
- 2005 Prism Award (Performance in a Comedy Series)

## Filmografie
- The Edge of Night (1984) (tv), Liz Correll
- Brass (1985), Victoria Willis
- One Life to Live (1985-86) (tv), Kate Sanders
- The Last Days of Frank and Jesse James (1986) (tv), Sarah Hite
- Almost Grown (1988) (tv), Lesley Foley
- Bad Influence (1990), Ruth Fielding
- Storm and Sorrow (1990) (tv), Marty Hoy
- Knots Landing (1991-1992), Victoria Broyelard
- Murder, She Wrote (1992), Marci Bowman
- Ripple (1995), Ali
- Melrose Place (1992-1997), Dr. Kimberly Shaw Mancini
- Always Say Goodbye (1996), Anne Kidwell (re-release in 2006 onder de naam Desperate Housewives: The Early Years)
- Female Perversions (1996), Beth Stephens
- All She Ever Wanted (1996) (tv), Rachel Stockman
- Seinfeld (1997),(tv), Dr. Sara Sitarides
- Target Earth (1998) aka Taken Away, Karen Mackaphe
- Boy Meets World (1999) (tv), Rhiannon Lawrence, Topanga's mother - 4 episodes
- Dancing in September (2000), Lydia Gleason
- Profiler (2000),
- Living in Fear (2001), Rebecca Hausman
- Eastwick (2002) (tv), Jane Spofford
- King of Queens (2002), Debi - cameo appearance
- Everwood (2003), Dr. Linda Abbott
- The Wind Effect (2003), Molly
- Desperate Housewives (2004–2012), Bree Hodge
- Peck (2009), TBD
- Quantico (sinds 2015) (tv), Claire Haas

- Bibsys: 6090763
- Biblioteca Nacional de España: XX5094076
- Bibliothèque nationale de France: cb15071907f (data)
- Gemeinsame Normdatei: 1204281246
- International Standard Name Identifier: 0000 0001 2029 6708
- Library of Congress Control Number: no2005108197
- MusicBrainz: 7e0152cb-d9f5-4547-aa1f-5744740e2963
- Nationale Bibliotheek van Tsjechië: js20070601001
- Nationale Bibliotheek van Polen: a0000002273498
- Système universitaire de documentation: 124062091
- Virtual International Authority File: 84262679
- WorldCat: E39PBJgxq7GRkKBRgbh8qfvCQq